# ブルー・ブルー・ブルー
『ブルー・ブルー・ブルー』（英: Newcastle）は、2008年に製作されたオーストラリアの映画。

## キャスト
| 役名         | 俳優                     | 日本語吹替 |
| ------------ | ------------------------ | ---------- |
| ジェシー     | ラクラン・ブキャナン     | 水島大宙   |
| ファーガス   | ハビエル・サミュエル     | 川野剛稔   |
| ビクター     | レシャード・ストリック   | 古澤徹     |
| アンディ     | カーク・ジェンキンス     | 野島健児   |
| スコッティ   | イスラエル・カナン       |            |
| レジー       | シェーン・ジェイコブソン |            |
| おじいちゃん | バリー・オットー         |            |
| デブラ       | デブラ・アデス           |            |

## 製作
オーストラリアニューサウスウェールズ州ニューカッスル (ニューサウスウェールズ州)で撮影された。

## 評価
レビュー・アグリゲーターのRotten Tomatoesでは18件のレビューで支持率は61%、平均点は5.60/10となった。

## 補足
- イメージソング - キマグレン「想い思い」